# Конфигурация компьютера
В области информационных и компьютерных систем под конфигурацией персонального компьютера понимают определенный набор комплектующих, исходя из их предназначения, номера и основных характеристик. Зачастую конфигурация означает выбор аппаратного и программного обеспечения, прошивок и сопроводительной документации. Конфигурация влияет на функционирование и производительность компьютера.

## Состав

### Аппаратное обеспечение
Содержимое системного блока в значительной степени зависит от вычислительной системы в целом, её задач, целей и форм-фактора. В случае рационального использования, системный блок в большей степени соответствует потребностям вычислительной системы. В зависимости от вычислительной системы, в системном блоке могут находиться различные компоненты аппаратного обеспечения:
- вычислительный блок в виде главной/системной/материнской платы с установленным на ней процессором, ОЗУ;
- в материнскую плату могут быть установлены карты расширения (видеокарта, звуковая карта, сетевая плата) в случае крупного размера имеющие специальные средства крепления внутри шасси;
- также в шасси могут быть установлены блок(и) питания.

В случае использования в составе ЦОД или вычислительного кластера монтируемого в стойку, устанавливаются средства телеметрического управления и контроля (например на основе коммутаторов или управляющего ПО, ориентированного на веб-интерфейс).

## Дополнительные источники
- UniConf